# Joan Muñoz Panadés
Joan Muñoz Panadés   (Badalona, 1907 - Sabadell, 1 de setembre de 1972) va ser un boxejador català que va competir durant les dècades de 1920 i 1930.
El 1928 va prendre part en els Jocs Olímpics d'Amsterdam, on quedà eliminat en vuitens de final de la categoria del pes ploma pel futur campió olímpic Bep van Klaveren .
També disputà combats en la categoria de pes lleuger. Com a amateur participà en vuitanta combats i en guanyà setanta-dos. Passà al professionalisme i intervingué en una desena de combats en els quals restà imbatut.